# 3801-es mellékút (Magyarország)
A 3801-es számú mellékút egy bő 25 kilométeres hosszúságú, négy számjegyű mellékút, Borsod-Abaúj-Zemplén vármegye keleti részén; Bodrogkeresztúrtól indulva vezet a Bodrog jobb partján fekvő községeken át, egészen Sárospatak északi széléig. Vonalvezetésének jellegzetességei arra utalnak, hogy korábban még a mai 37-es főút szerepét töltötte be – azzal a különbséggel, hogy végighaladt az útjába eső települések szinte mindegyikén, vagy legalábbis érintette azokat, nem pedig elkerülte őket –, de már legalább fél évszázada mellékútnak minősül.

## Nyomvonala
A 3838-es útból ágazik ki, annak a 0+300-as kilométerszelvénye közelében, Bodrogkeresztúr és Bodrogkisfalud határvonalán, északkeleti irányban, néhány lépésre a 3838-as és a Budapest–Sátoraljaújhely-vasútvonal keresztezésétől. [Az ellenkező irányból, délnyugat felől egy olyan, ma már javarészt funkciótlanná vált alsóbbrendű út csatlakozik ugyanebbe a kereszteződésbe, amelyről légifelvételeken – de bizonyára még a helyszínen is – egyértelműen megállapítható, hogy a 37-es főút mai nyomvonalához simul hozzá, vagyis régen a főút része lehetett.] Bodrogkeresztúrt ennél jobban már nem is érinti, Bodrogkisfalud területén folytatódik.
Mintegy 400 méter megtétele után elhalad Bodrogkeresztúr vasútállomás épületei mellett, majd a vasút vágányait kísérve húzódik a belterület északnyugati szélén. Körülbelül 1,6 kilométer után hagyja maga mögött a települést, a 2+500-as kilométerszelvényétől pedig már Szegi határai közt jár. 2,8 kilométer után éri el e község első házait, ahol az Alkotmány utca nevet veszi fel, 4,1 kilométer után pedig elhalad a vasút Szegi megállóhelye közelében. Kevéssel ezután elhagyja a belterület északi szélét, 4,8 kilométer után pedig ki is lép a határai közül.
Szegilong a következő települése, melynek lakott területét mintegy 5,3 kilométer után éri el; ott a Dózsa György út nevet viseli. A 6+350-es kilométerszelvénye táján ágazik ki belőle az a rövidke utca, amely a vasútvonal Erdőbénye megállóhelyére vezet, 6,7 kilométer után pedig – gyakorlatilag a belterület északi szélén – beletorkollik északkelet felől a 3705-ös út.
Majdnem pontosan a hetedik kilométerénél lép Olaszliszka területére, 7,7 kilométer után keresztezi a vasút vágányait és egy időre eltávolodik azoktól, 8,5 kilométer után pedig eléri a belterület déli szélét, ahol a Kossuth utca nevet veszi fel. Nagyjából 9,2 kilométer megtételén jár túl, amikor elhalad egy kis emlékhely mellett: ez az olaszliszkai lincselés néven elhíresült 2006-os brutális gyilkosság áldozata, Szögi Lajos tanár emlékét őrzi. A 10. kilométerénél éri el az út a település központját, ott északnyugat felől beletorkollik a 3721-es út – ez a 37-es főúttal kapcsolja össze Olaszliszkát – pár lépéssel arrébb pedig délkelet felé ágazik ki a Bodrogközbe vezető 3802-es út. Innentől már a Szent István út nevet viseli, a belterület északi széléig, amit 11,3 kilométer után ér el, s ami egyben a település határszéle is,
Vámosújfalu határai között halad tovább, amely helység itt teljesen összenőtt Olaszliszkával, tehát az út egyből lakott területen folytatódik, ismét Kossuth Lajos utca néven. Hamarosan elhalad Olaszliszka-Tolcsva vasútállomás térsége mellett, az állomást a 38 303-as számú mellékút szolgálja ki, mely kevéssel a 12. kilométere előtt ágazik ki a 3801-esből és alig 200 méter után vissza is torkollik bele. A 12+450-es kilométerszelvénye táján éri el a falu központját, ahol észak felől beletorkollik a 3716-os út; ugyanott kissé keletebbi irányt vesz. 13,3 kilométer után hagyja el a belterület keleti szélét, és nem sokkal arrébb újból keresztezi a vasutat.
14,1 kilométer után szeli át Sárazsadány határát, ez az egyetlen olyan települése, amelynek lakott területeit északnyugat felől elkerüli. Körülbelül 14,5 kilométer után lehet leágazni Újsára településrész irányába egy önkormányzati úton, jó 600 méterrel arrébb, illetve a 16+250-es kilométerszelvényénél pedig egy-egy hasonló út keresztezi, melyek a 37-es főúttal is összekötik a községet. 16,5 kilométer után már Bodrogolaszi területén jár, e helység déli szélét 17,8 kilométer után éri el. Újból keresztezi a vasútvonalat, Bodrogolaszi megállóhely térségének déli szélénél, majd Ország út néven húzódik végig a belterületen, melynek északkeleti szélét a 19. kilométere táján hagyja el.
19,5 kilométer megtételét követően lépi át Sárospatak határát, 20,7 kilométer után átszeli a Hegyközi Kisvasút egykori nyomvonalán húzódó földutat [innen közelíthető meg a kisvasút hajdani Bodrog-hídja is]; a belterület déli szélét pedig csaknem pontosan két kilométerrel arrébb éri el. Arany János út néven húzódik végig Bodroghalász városrészen, majd onnan tovább a városközpontig, aminek déli szélét kevéssel a 23. kilométere után ér el; ott Rákóczi útra változik a neve, s a Rákóczi-vár mellett már így halad el. 23,7 kilométer után keresztezi a 3814-es utat, 24,2 kilométer után pedig kiágazik belőle északnyugat felé a vasút itteni állomását kiszolgáló 38 305-ös számú mellékút. A város északi részén, mintegy 25,3 kilométer után még egyszer utoljára átszeli a vasutat, és nem sokkal ezután, a belterület északi szélét elhagyva véget is ér, beletorkollva a 37-es főútba, annak 66+100-as kilométerszelvénye táján.
Teljes hossza, az országos közutak térképes nyilvántartását szolgáló kira.kozut.hu adatbázisa szerint 25,805 kilométer.

## Települések az út mentén
- (Bodrogkeresztúr)
- Bodrogkisfalud
- Szegi
- Szegilong
- Olaszliszka
- Vámosújfalu
- (Sárazsadány)
- Bodrogolaszi
- Sárospatak

## Története
1934-ben a kereskedelem- és közlekedésügyi miniszter 70 846/1934. számú rendelete a teljes hosszában másodrendű főúttá nyilvánította, a Felsőzsolca-Sátoraljaújhely közti, akkori 34-es, ma 37-es főút részeként.
A főút Bodrogkeresztúr-Sárospatak közti, településeket elkerülő szakaszának kiépítése előtt a térség legfőbb közúti közlekedési útvonala lehetett, de immár több mint fél évszázada mellékútként funkcionál, már a Kartográfiai Vállalat 1970-es kiadású Magyarország autótérképe is akként tüntette fel. A vállalat 1990-es kiadású Magyarország autóatlaszának térképe szerint teljes szakasza portalanított útnak minősült.
2006 októberében olaszliszkai szakaszán – annak a Kossuth Lajos utca nevet viselő részén – történt az olaszliszkai lincselés néven elhíresült bűncselekmény. Ebben egy vélelmezett balesetet – gázolást – követően helyi lakos cigányok egy csoportja kirángatta a járművéből és (gyermekei szeme láttára) agyonverte, illetve halálra rugdosta a vétkesnek kikiáltott autóst. A brutális bűneset helyszínén később emlékhely létesült.